# Denis Coderre
Denis Coderre (Joliette, Quebec, 25 de julio de 1963) es un político canadiense. 
Fue parlamentario del distrito electoral provincial de Bourassa desde 1997 hasta 2013. Entre 2002 y 2003 fue ministro de Inmigración y Ciudadanía, y en 2013 fue elegido alcalde de Montreal cargo que ocupó hasta 2017 cuando fue derrotado por Valérie Plante.